# Belén Casetta
Belén Adaluz Casetta (* 26. September 1994 in Mar del Plata) ist eine argentinische Hindernisläuferin. Sie hielt von 2017 bis 2022 den Kontinentalrekord in dieser Disziplin und siegte 2023 bei den Panamerikaspielen sowie 2022 bei den Südamerikaspielen und wurde 2017 Südamerikameisterin.

## Sportliche Laufbahn
2010 nahm Belén Casetta erstmals an einem internationalen Großevent, den Jugendsüdamerikameisterschaften in Santiago de Chile, im 400-Meter-Hürdenlauf teil und gewann dort in 62,48 s die Silbermedaille. Bei den erstmals ausgetragenen Olympischen Jugendspielen in Singapur belegte sie in dieser Disziplin den zwölften Platz. 2011 erfolgte die Teilnahme an den Südamerikameisterschaften in Buenos Aires, bei denen sie in 61,60 s den sechsten Platz über die Hürden erreichte und mit der argentinischen 4-mal-400-Meter-Staffel in 3:52,52 min als Vierte eine Medaille verpasste. Bei den Jugendweltmeisterschaften nahe Lille nahm sie im 2000-Meter-Hindernislauf teil und belegte dort in 6:35,47 min den zehnten Platz. Über 3000 Hindernis schied sie bei den Juniorenweltmeisterschaften in Barcelona mit 10:33,84 min in der ersten Runde aus. 2013 nahm sie erneut an den Südamerikameisterschaften in Cartagena teil und  wurde dort in 4:26,94 min Fünfte über 1500 Meter und in 10:51,85 min Sechste im Hindernislauf. Anschließend belegte sie bei den Panamerikanischen-Juniorenmeisterschaften in Medellín in 2:12,48 min den siebten Platz im 800-Meter-Lauf und erreichte über 1500 Meter in 4:49,97 min Rang sieben. 
2015 gewann sie dann in 9:58,1 min die Bronzemedaille bei den Südamerikameisterschaften in Lima hinter der Kolumbianerin Muriel Coneo und Tatiane da Silva aus Brasilien. Anschließend nahm sie an den Panamerikanischen Spielen in Toronto teil und belegte dort in 10:24,54 min den siebten Rang. 2016 gewann sie in 9:42,93 min die Goldmedaille bei den Ibero-amerikanischen Meisterschaften und qualifizierte sich auch für die Olympischen Spiele in Rio de Janeiro. Dort belegte sie mit 9:51,85 min im Vorlauf den 16. Rang und verpasste somit eine Finalteilnahme. Zudem gewann sie bei den U23-Südamerikameisterschaften in Lima die Goldmedaille. 2017 gewann sie bei den Südamerikameisterschaften in Luque in 9:51,40 min die Goldmedaille im Hindernislauf und gewann im 5000-Meter-Lauf in 16:26,32 min die Silbermedaille hinter der Kolumbianerin Muriel Coneo. Damit qualifizierte sie sich für die Weltmeisterschaften in London, bei denen sie mit 9:25,99 min im Finale einen neuen Südamerikarekord aufstellte und damit den elften Platz belegte. Bei den Studentenweltspielen in Taipeh zwei Wochen später belegte die Studentin der FASTA-Universität in 10:12,77 min den sechsten Platz.
2018 gewann sie bei den Ibero-amerikanischen Meisterschaften in Trujillo in 10:07,20 min die Bronzemedaille hinter der Brasilianerin Tatiane da Silva und María José Pérez aus Spanien. Bei den Crosslauf-Weltmeisterschaften 2019 in Aarhus wurde sie nach 43:10 min 93. und bei den Südamerikameisterschaften in Lima musste sie sich in 10:04,54 min erneut der Brasilianerin da Silva geschlagen geben. Anschließend gewann sie bei der Sommer-Universiade in Neapel in 9:43,05 min die Silbermedaille hinter der Polin Alicja Konieczek. Bei ihrer zweiten Teilnahme an Panamerikanischen Spielen, der Austragung 2019 in Lima, gewann sie in 9:44,46 min die Bronzemedaille hinter der Kanadierin Geneviève Lalonde und Marisa Howard aus den Vereinigten Staaten. Anschließend schied sie bei den Weltmeisterschaften in Doha mit 9:45,07 min im Vorlauf aus. 2021 gewann sie dann bei den Südamerikameisterschaften in Guayaquil in 9:45,79 min die Bronzemedaille hinter den Brasilianerinnen Tatiane da Silva und Simone Ferraz. Anfang August nahm sie erneut an den Olympischen Spielen in Tokio teil und verpasste dort mit 9:52,89 min den Finaleinzug. Im Jahr darauf siegte sie in 9:29,60 min bei den Ibero-Amerikanischen Meisterschaften in La Nucia und schied anschließend bei den Weltmeisterschaften in Eugene mit 9:29,05 min im Vorlauf aus. Im Oktober siegte sie in 10:23,28 min bei den Südamerikaspielen in Asunción.
2023 siegte sie in 9:39,47 min bei den Panamerikanischen Spielen in Santiago de Chile über 3000 m Hindernis und im Jahr darauf verpasste sie bei den Olympischen Sommerspielen in Paris mit 9:34,78 min den Finaleinzug. 
In den Jahren 2011 und 2013 wurde Casetta argentinische Meisterin im 400-Meter-Hürdenlauf sowie 2013 auch über 1500 Meter und 2022 und 2024 über 3000 m Hindernis.

## Persönliche Bestleistungen
- 1500 Meter: 4:19,21 min, 29. April 2017 in Fresno
  - 1500 Meter (Halle): 4:25,97 min, 12. Januar 2018 in Sabadell
- 3000 Meter: 8:55,96 min, 29. Juli 2022 in Memphis
  - 3000 Meter (Halle): 9:35,15 min, 14. Januar 2018 in Sabadell
- 5000 Meter: 16:23,61 min, 24. Mai 2016 in Mar del Plata
- 400 m Hürden: 61,60 s, 3. Juni 2011 in Buenos Aires
- 2000 m Hindernis: 6:14,28 min, 2. April 2022 in Concepción del Uruguay (Südamerikabestleistung)
- 3000 m Hindernis: 9:25,99 min, 11. August 2017 in London (Südamerikarekord)